# Балки (Винницкая область)
Ба́лки (укр. Балки) — село на Украине, находится в Жмеринском районе Винницкой области.
Население по переписи 2023 года составляет 1717 человек. Почтовый индекс — 23006. Телефонный код — 4341.
Занимает площадь 9,3 км².
В селе действует храм Спасо-Преображенский храм Барского благочиния Винницкой и Барской епархии Украинской православной церкви.
До 17 июля 2020 года находилось в Барском районе Винницкой области.